# Penepodium fallax
Penepodium fallax är en biart som först beskrevs av Kohl 1902.  Penepodium fallax ingår i släktet Penepodium och familjen grävsteklar. Inga underarter finns listade i Catalogue of Life.